# Fasci di Azione Rivoluzionaria
I Fasci di Azione Rivoluzionaria, o FAR, furono un movimento politico neofascista fondato ufficialmente nell'autunno del 1946 (ma attivo già dal 1945) e sciolto nel 1947; il nome, erroneamente attribuito al gruppo di Legione Nera dagli inquirenti, ritornò nei primi anni cinquanta. I FAR svolsero le proprie azioni dimostrative principalmente nelle città di Roma e Milano.

## Storia
I FAR furono un'organizzazione costituita da diversi gruppi neofascisti, prevalentemente giovani reduci della Repubblica Sociale Italiana, alla quale si affiancava una struttura paramilitare (l'"Esercito clandestino anticomunista", poi trasformatosi in "Esercito nazionale anticomunista") che si rese responsabile di alcuni attentati dimostrativi nella seconda metà degli anni quaranta. Fondatore dei FAR fu Pino Romualdi, con l'intento di far confluire in un'unica organizzazione i molti gruppi che stavano nascendo in molte parti d'Italia. Dirigenti furono Cesco Giulio Baghino, Clemente Graziani, Franco Petronio, Roberto Mieville.
L'iniziale filosofia di fondazione era di continuare la guerra sotto forma di lotta partigiana antialleata. Gli organi preposti alla diffusione del loro pensiero e della loro propaganda furono i fogli Rivoluzione, Credere e Mussolini, a cui si affiancarono, anche se in maniera non ufficiale, le pubblicazioni Imperium e La sfida, che trattavano temi maggiormente legati alla tradizione, alla cultura e alla mistica fascista.
L'organizzazione era dotata di una vera e propria struttura partitica, il direttorio, e l'ammissione al gruppo avveniva tramite giuramento durante una cerimonia. L'atto di costituzione dei FAR stabiliva che potevano far parte dei Fasci:
1. coloro che "degnamente militarono nel PFR o nelle forze armate o negli uffici statali della RSI";
2. tutti i cittadini "purché non di razza israelitica e non appartenenti alla massoneria, i quali non abbiano collaborato materialmente o moralmente con il nemico".

Al momento del giuramento, che avveniva di fronte a un tavolo ricoperto dal tricolore con l'effigie di Benito Mussolini e un pugnale da legionario posti sul colore bianco della bandiera, chi intendeva aderire doveva assumere un nome di battaglia, generalmente quello di un caduto. La prima azione dimostrativa avvenne a Roma la sera del 27 ottobre 1946: un gruppo di fascisti si arrampicò sulla torre delle Milizie, in via 4 novembre, e v'issò un gagliardetto nero.
L'azione più spettacolare compiuta dai FAR avvenne nel primo anniversario della morte del Duce, il 28 aprile 1946. Venne officiata una messa di suffragio nella chiesa dei Sette Santi Fondatori a Roma. La notte del 30 aprile, un commando armato con pistole e bombe a mano fece irruzione nella stazione radio di Roma III a Monte Mario e, imbavagliati i due tecnici, collegò a un grammofono il cavo di trasmissione con la canzone Giovinezza. Nella stessa notte vennero lanciate due bombe davanti alla sede del Partito Comunista Italiano, e poi ancora una davanti alla sede del quotidiano socialista Avanti!.
L'ultima azione rivendicata fu del 12 giugno 1947, a Milano: i FAR piazzarono un barattolo di gelatina esplosiva davanti alla federazione del PCI. I FAR si sciolsero, a causa di una scissione interna, nel luglio del 1947.

### I nuovi FAR o "Legione nera"
Dopo un periodo di silenzio la sigla FAR fu riesumata intorno ai primi anni cinquanta a opera di alcuni appartenenti alla corrente cosiddetta "pagana" e "germanica" della prima organizzazione. Tra gli altri: Pino Rauti, Clemente Graziani, Fausto Gianfranceschi, Enzo Erra, Franco Petronio, Cesare Pozzo, Mario Gionfrida, Nino Capotondi, Franco Dragoni, Alberto Ribacchi. Molti di loro furono anche esponenti del MSI e parlamentari della Repubblica.
La prima azione della nuova formazione fu del 12 marzo 1951 a Roma: Clemente Graziani depositò una bomba al Ministero degli esteri, mentre Franco Dragoni lanciò un ordigno contro l'ambasciata statunitense. Il 24 maggio 1951 scattarono numerosi arresti: Pino Rauti, Fausto Gianfranceschi, Clemente Graziani, Franco Petronio, Franco Dragoni e Flaminio Capotondi. Tra gli arrestati anche il filosofo Julius Evola, considerato l'ispiratore del gruppo. Il processo si concluse il 20 novembre 1951: Clemente Graziani, Fausto Gianfranceschi e Franco Dragoni furono condannati a un anno e undici mesi, altri dieci imputati a pene minori. Tutti gli altri vennero assolti: tra loro Evola, Rauti ed Erra. Con la fine del processo si concluse definitivamente anche la storia della sigla FAR.